# Marie-Louise Lachapelle
Marie-Louise Lachapelle (Parigi, 1º gennaio 1769 – Parigi, 4 ottobre 1821) è stata una ginecologa ostetrica francese, considerata la fondatrice dell'ostetricia moderna.

## Biografia
Lachapelle nacque a Parigi, figlia unica di una nota ostetrica, Marie Jonet, e di Louis Dugès, un funzionario della sanità. Anche sua nonna era stata una ostetrica. Fin da giovane cominciò anche lei a lavorare come ostetrica grazie agli insegnamenti che sua madre le diede fin da piccola. Nel 1792 si sposò con un chirurgo che lavorava all'Hôpital Saint-Louis.
Tra il 1792 e il 1795 diede alla luce una figlia e cessò temporaneamente di lavorare. Dopo la morte del marito però, verificatasi dopo tre anni di matrimonio, si trovò ad essere la sola responsabile del mantenimento della figlia, cosa che la convinse a riprendere il proprio lavoro come levatrice.
Sua figlia non proseguì la tradizione famigliare di specializzarsi in ostetricia ed entrò in convento. Lachapelle morì a Parigi di cancro allo stomaco nel 1821 dopo un breve periodo di malattia.

## Carriera
Mentre sua madre era ancora in vita, il reparto maternità era stato riorganizzato, e Lachapelle la assisteva come capo-osterica associata. All'età di 12 anni già collaborava anche in caso di parti complicati.
Con la morte della madre nel 1797 Lachapelle ereditò la sua posizione direttiva presso l'Hôtel-Dieu, il più grande ospedale pubblico di Parigi. La struttura ospedaliera assisteva i poveri ed era sostenuto economicamente dalla cattedrale di Notre-Dame. Si trattava del migliore ospedale ostetrico del tempo. Lachapelle passò parte del 1796 e del 1797 ad ampliare i suoi studi di ostetricia con Franz Naegele,
Jean-Louis Baudelocque (1745 – 1810), il primo titolare di una cattedra universitaria di ostetricia in Francia, si rese conto della necessità di una scuola organizzata per formare le levatrici. Vista l'esperienza medica di Lachapelle e la sua ottima reputazione, le chiese di dirigere questa nuova scuola di ostetricia, e un ospedale infantile che il governo di Napoleone realizzò a Port Royal, l'"Hospice de la Maternité" (o "Maternité"). Con l'obiettivo di migliorare ulteriormente le proprie conoscenze in campo ostetrico, Lachapelle si recò a Heidelberg per studiare, ritornando poi a Parigi, dove divenne la direttrice della  "Maternité", che costituiva un ramo dell'Hôtel-Dieu .
Lachapelle morì prima di aver portato a termine il libro, che venne completato da suo nipote Antoine Louis Dugès, anch'egli ostetrico, il quale lo pubblicò nel 1825 con il titolo Pratique des accouchements; ou Mémoires et observaciones choisies, sur les points les plus importants de l'art (Pratica dei parti, o memorie ed osservazioni scelte sui punti più importanti di quest'arte; della signora Lachapelle,... pubblicato da Ant. Dugès, suo nipote ... ;. Quest'opera influenzò profondamente la pratica dell'ostetrica per tutto l'Ottocento. In questo libro risulta tra l'altro evidente la sua contrarietà all'utilizzo del forcipe durante il parto, almeno nella maggior parte dei casi, e il suo sostegno alla minimizzazione dell'intervento dei medici nel corso del parto stesso.

## Principali contributi all'ostetricia
- Lachapelle si adoperò perché durante il parto venissero ridotti al minimo gli "spettatori" (solo la madre, le levatrici ed eventualmente il medico potevano essere presenti nella sala-parto).
- Sutura immediata in caso di lacerazione del perineo.
- Metodica di intervento nel caso di placenta previa.
- Metodiche in grado di evitare l'uso del forcipe.

Un suo importante contributo fu la tenuta di statistiche relative alla sua professione che curò durante la sua lunga carriera, che sarebbero state poi abbondantemente utilizzate.